# Cacoxenita
La cacoxenita és un mineral de la classe dels fosfats. Va ser descobert el 1825 i rep el seu nom del grec kakos (dolent) i xenos (hoste), en al·lusió al fet que el contingut en fòsfor dels jaciments de cacoxenita malmeten la qualitat del ferro que conté a l'hora d'extreure'n aquest metall en mineria.

## Característiques
Cristal·litza en el sistema hexagonal. Els cristalls poden ser aciculars {0001}, amb una secció transversal hexagonal en moments i cares piramidals indistintes. La seva duresa a l'escala de Mohs es troba entre 3 i 4 i presenta una lluentor sedosa. El groc varia entre diferents tonalitats de groc, i la seva ratlla és blanca. La seva fórmula química va ser actualitzada l'any 2025 a Fe³⁺₂₄AlO₆(PO₄)₁₇(OH)₁₂(H₂O)₇₅, degut a que a partir del mes de juliol de 2025 canvia la manera en que es mostren les molècules d'aigua a les fórmules depenent si els oxígens pertanyen a algun poliedre de coordinació o no. És freqüent que tingui una abundància excessiva d'alumini com a impuresa.
Segons la classificació de Nickel-Strunz, la cacoxenita pertany a «08.DC: Fosfats, etc, només amb cations de mida mitjana, (OH, etc.):RO₄ = 1:1 i < 2:1» juntament amb els següents minerals: nissonita, eucroïta, legrandita, strashimirita, arthurita, earlshannonita, ojuelaita, whitmoreita, cobaltarthurita, bendadaita, kunatita, kleemanita, bermanita, coralloita, kovdorskita, ferristrunzita, ferrostrunzita, metavauxita, metavivianita, strunzita, beraunita, gordonita, laueita, mangangordonita, paravauxita, pseudolaueita, sigloita, stewartita, ushkovita, ferrolaueita, kastningita, maghrebita, nordgauita, tinticita, vauxita, vantasselita, gormanita, souzalita, kingita, wavel·lita, allanpringita, kribergita, mapimita, ogdensburgita, nevadaita i cloncurryita.

## Formació i jaciments
Aquest és un mineral secundari trobat en zones d'oxidació dels dipòsits de magnetita fosfatada, en pegmatites enriquides en fòsfor, així com més rarament en sediments i sòls rics en ferro. Acostuma a trobar-se associada a: wavel·lita, strengita, magnetita, limonita, rockbridgeïta, dufrenita o beraunita. Als territoris de parla catalana ha estat descrita als camps de pegmatites de Cotlliure i d'Argelers, totes dues localitats al Rosselló. També ha estat trobada a la mina Elvira (Gavà, Baix Llobregat).